# شهرستان کارتر (مونتانا)
شهرستان کارتر، مونتانا (به انگلیسی: Carter County, Montana) یک سکونتگاه مسکونی در ایالات متحده آمریکا است که در ایالت مونتانا واقع شده‌است.

## خصوصیات
شهرستان کارتر ۸٬۶۷۱٫۳۳ کیلومترمربع مساحت دارد.